# Biến đổi tuyến tính
Trong toán học, một phép biến đổi tuyến tính (còn được gọi là toán tử tuyến tính hoặc là ánh xạ tuyến tính) là một ánh xạ {\displaystyle V\rightarrow W} giữa hai mô đun (cụ thể, hai không gian vectơ) mà bảo toàn được các thao tác cộng và nhân vô hướng vectơ. Nói một cách khác, nó bảo toàn tổ hợp tuyến tính. Nếu ánh xạ tuyến tính là một song ánh thì nó được gọi là đẳng cấu tuyến tính.
Một trường hợp quan trọng là khi {\displaystyle V=W}, khi đó ánh xạ tuyến tính được gọi là một tự đồng cấu (tuyến tính) trong {\displaystyle V}. Đôi khi thuật ngữ toán tử tuyến tính chỉ ánh xạ trong trường hợp này, nhưng nó có thể mang ý nghĩa khác tùy theo các quy ước: ví dụ, thuật ngữ này có thể được dùng để nhấn mạnh rằng {\displaystyle V} và {\displaystyle W} là các không gian vectơ thực (không nhất thiết là {\displaystyle V=W}), hay để nhấn mạnh rằng {\displaystyle V} là một không gian hàm (đây là một quy ước thông thường trong giải tích hàm). Đôi khi thuật ngữ hàm tuyến tính cũng mang nghĩa là ánh xạ tuyến tính, nhưng không phải trong hình học giải tích.
Một biến đổi tuyến tính từ V vào W luôn ánh xạ gốc tọa độ của V tới gốc tọa độ của W. Hơn nữa, nó luôn là ánh xạ từ một không gian con (tuyến tính) vào một không gian con (có thể với số chiều khác nhau); ví dụ, ánh xạ từ một mặt phẳng qua gốc tọa độ trong V vào một mặt phẳng qua gốc tọa độ trong W, hoặc tới một đường thẳng đi qua gốc tọa độ trong W, hoặc chỉ tới điểm gốc tọa độ của W. Ánh xạ tuyến tính có thể được biểu diễn bởi các ma trận, các ví dụ đơn giản là các ma trận của các phép biến đổi tuyến tính quay và phản xạ.
Trong ngôn ngữ của đại số trừu tượng, một phép biến đổi tuyến tính là một đồng cấu giữa các mô đun. Trong ngôn ngữ của lý thuyết phạm trù, nó là một cấu xạ trong phạm trù các mô đun trên một vành đã cho.

## Định nghĩa và các hệ quả đầu tiên
Một cách chính thức, nếu {\displaystyle V} và {\displaystyle W} là các không gian vectơ trên cùng một trường {\displaystyle K}, chúng ta nói rằng ánh xạ {\displaystyle \mathbf {f} :V\rightarrow W} là một (phép) biến đổi tuyến tính nếu cho bất kỳ hai vectơ {\textstyle \mathbf {u} ,\mathbf {v} \in V} và bất kỳ vô hướng {\displaystyle c\in K}, chúng ta có
| {\displaystyle f(\mathbf {u} +\mathbf {v} )=f(\mathbf {u} )+f(\mathbf {v} )} | tính cộng / phép toán cộng                      |
| {\displaystyle f(c\mathbf {u} )=cf(\mathbf {u} )}                            | tính thuần nhất bậc 1 / phép toán nhân vô hướng |

Điều này có ý nghĩa tương đương với khẳng định {\displaystyle \mathbf {f} } "bảo toàn tổ hợp tuyến tính", có nghĩa là không quan trọng là ánh xạ được áp dụng trước (vế phải ở các đẳng thức trên) hay sau (vế trái) khi thực hiện các phép toán cộng và nhân vô hướng.
Cho bất kỳ các vectơ {\textstyle \mathbf {u} _{1},\ldots ,\mathbf {u} _{n}\in V} và các vô hướng {\textstyle c_{1},\ldots ,c_{n}\in K,} bởi tính kết hợp của phép cộng chúng ta có
{\displaystyle \mathbf {f} (c_{1}u_{1}+\cdots +c_{m}u_{m})=c_{1}\mathbf {f} (u_{1})+\cdots +c_{m}\mathbf {f} (u_{m}).}
Ký hiệu các phần tử không của các không gian vectơ {\displaystyle V} và {\displaystyle W} tương ứng là {\textstyle \mathbf {0} _{V}} và {\textstyle \mathbf {0} _{W}}, ta suy ra {\textstyle f(\mathbf {0} _{V})=\mathbf {0} _{W}.}
Cho {\displaystyle c=0} và {\textstyle \mathbf {v} \in V} trong phương trình của tính thuần nhất bậc 1:
{\displaystyle f(\mathbf {0} _{V})=f(0\mathbf {v} )=0f(\mathbf {v} )=\mathbf {0} _{W}.}
Thông thường, {\displaystyle V} và {\displaystyle W} có thể xem như là các không gian vectơ trên các trường khác nhau, và khi đó điều quan trọng là xác định trường nào được dùng cho định nghĩa "tuyến tính". Nếu {\displaystyle V} và {\displaystyle W} là các không gian trên trường {\displaystyle K} như xác định ở trên, chúng ta nói về {\displaystyle K}-ánh xạ tuyến tính. Ví dụ, phép lấy liên hợp của một số phức là một {\displaystyle \mathbb {R} }-ánh xạ tuyến tính {\displaystyle \mathbb {C} \rightarrow \mathbb {C} }, nhưng nó không phải là {\displaystyle \mathbb {C} }-tuyến tính, trong đó các trường {\displaystyle \mathbb {R} } và {\displaystyle \mathbb {C} } tương ứng là các trường số thực và số phức.
Một ánh xạ tuyến tính {\displaystyle V\rightarrow K} với trường {\displaystyle K} được xem như là một không gian vectơ 1 chiều trên chính nó được gọi là một phiếm hàm tuyến tính.
Các mệnh đề trên đây có thể được tổng quát hóa đối với một mô đun trái bất kỳ {\textstyle {}_{R}M} trên một vành {\displaystyle R} mà không cần sửa lại, và đối với một mô đun phải bất kỳ nhưng phải đổi thứ tự của phép nhân vô hướng.

## Các ví dụ
- Ví dụ đơn giản nhất bắt nguồn cho các ánh xạ tuyến tính cái tên của chúng là hàm số {\displaystyle f:\mathbb {R} \rightarrow \mathbb {R} :x\mapsto cx}, với đồ thị là một đường thẳng qua gốc tọa độ.[7]
- Tổng quát hơn, bất kỳ một phép vị tự nào lấy tâm là gốc tọa độ của một không gian vectơ, {\textstyle \mathbf {v} \mapsto c\mathbf {v} } trong đó {\displaystyle c} là vô hướng thì là một toán tử tuyến tính. Tuy nhiên, điều này nói chung không đúng đối với mô đun, khi một ánh xạ như vậy có thể chỉ là nửa tuyến tính.
- Ánh xạ không {\textstyle x\mapsto 0} giữa hai mô đun trái (hoặc hai mô đun phải) trên cùng một vành luôn là tuyến tính.
- Ánh xạ đồng nhất trên một mô đun bất kỳ là một toán tử tuyến tính.
- Đối với số thực, ánh xạ {\textstyle x\mapsto x^{2}} không phải ánh xạ tuyến tính.
- Đối với số thực, ánh xạ {\textstyle x\mapsto x+1} không là ánh xạ tuyến tính (nhưng là một biến đổi afin; còn {\textstyle y=x+1} là một phương trình tuyến tính, bởi thuật ngữ này được dùng trong hình học giải tích.)
- Nếu {\displaystyle A} là một ma trận {\displaystyle m\times n}, thì {\displaystyle A} định nghĩa một phép biến đổi tuyến tính từ {\displaystyle \mathbb {R} ^{n}} vào {\displaystyle \mathbb {R} ^{m}} bằng việc chuyển một vectơ cột {\displaystyle x\in \mathbb {R} ^{n}} tới một vectơ cột {\displaystyle Ax\in \mathbb {R} ^{m}}. Tất cả các phép biến đổi tuyến tính giữa các không gian vectơ hữu hạn chiều xuất hiện theo cách này; xem thêm mục sau.
- Nếu {\textstyle f:V\rightarrow W} là một phép đẳng cự giữa hai không gian định chuẩn thực sao cho {\textstyle f(0)=0} thì {\displaystyle f} là một ánh xạ tuyến tính. Kết quả này có thể không đúng cho không gian định chuẩn phức.[8]
- Phép vi phân định nghĩa một ánh xạ tuyến tính từ không gian các hàm khả vi vào không gian tất cả các hàm số. Nó cũng xác định một toán tử tuyến tính trên không gian các hàm trơn (toán tử tuyến tính này là một tự đồng cấu tuyến tính, tức là một ánh xạ tuyến tính mà miền xác định và miền giá trị là bằng nhau). Ví dụ:{\displaystyle {\frac {d}{dx}}\left({{c}_{1}}{{f}_{1}}\left(x\right)+{{c}_{2}}{{f}_{2}}\left(x\right)+\cdots +{{c}_{n}}{{f}_{n}}\left(x\right)\right)={{c}_{1}}{\frac {d{{f}_{1}}\left(x\right)}{dx}}+{{c}_{2}}{\frac {d{{f}_{2}}\left(x\right)}{dx}}+\cdots +{{c}_{n}}{\frac {d{{f}_{n}}\left(x\right)}{dx}}}.
- Một tích phân xác định trên một đoạn I là một ánh xạ tuyến tính từ không gian các hàm khả tích thực trên I vào ℝ. Ví dụ,{\displaystyle \int _{a}^{b}{[{{c}_{1}}{{f}_{1}}(x)+{{c}_{2}}{{f}_{2}}(x)+\ldots +{{c}_{n}}{{f}_{n}}(x)]dx}={{c}_{1}}\int _{a}^{b}{{{f}_{1}}(x)dx}+{{c}_{2}}\int _{a}^{b}{{{f}_{2}}(x)dx}+\ldots +{{c}_{n}}\int _{a}^{b}{{{f}_{n}}(x)dx}}.
- Một tích phân không xác định (hay nguyên hàm) với một điểm cố định khởi đầu tích phân định nghĩa ra một ánh xạ tuyến tính từ không gian các hàm khả tích thực trên {\displaystyle \mathbb {R} } vào không gian các hàm giá trị thực khả vi trên {\displaystyle \mathbb {R} }. Không có điểm khởi đầu cố định, một kết quả[cái gì?] trong lý thuyết nhóm sẽ cho thấy phép lấy nguyên hàm ánh xạ vào không gian thương của các hàm khả vi trên quan hệ tương đương "sai khác một hằng số", trong đó lớp tương đương đồng nhất gồm các hàm có giá trị hằng số {\textstyle \left(\,\int \!:\ I(\Re )\ \to \ D(\Re )/\Re \,\right)}.[cần giải thích]
- Nếu {\displaystyle V} và {\displaystyle W} là các không gian vectơ hữu hạn chiều trên một trường {\displaystyle {\textsf {F}}}, thì các hàm đưa các ánh xạ tuyến tính {\textstyle f:V\rightarrow W} vào không gian các ma trận với kích thước {\textstyle dim_{F}(W)\times dim_{F}(V)} (theo cách được mô tả trong phần sau) cũng là các ánh xạ tuyến tính (và là đẳng cấu tuyến tính).
- Giá trị kỳ vọng của một biến ngẫu nhiên (thực chất là một hàm, và là phần tử của một không gian vectơ) là tuyến tính, bởi đối với hai biến ngẫu nhiên {\displaystyle X} và {\displaystyle Y} ta có {\displaystyle E[X+Y]=E[X]+E[Y]} và {\displaystyle E[aX]=aE[X]}, nhưng phương sai của một biến ngẫu nhiên không là tuyến tính.

Hàm {\textstyle f:\mathbb {R} ^{2}\to \mathbb {R} ^{2}} với {\textstyle f(x,y)=(2x,y)} là ánh xạ tuyến tính. Hàm này nhân thành phần {\textstyle x} của một vectơ với hệ số  {\textstyle 2}.
Hàm {\textstyle f(x,y)=(2x,y)} là cộng tính: Không quan trọng các vectơ được cộng trước hay sau khi áp dụng ánh xạ: {\textstyle f(a+b)=f(a)+f(b)}
Hàm {\textstyle f(x,y)=(2x,y)} có tính đồng nhất: Không quan trọng là một vectơ được nhân trước khi áp dụng ánh xạ hay ánh xạ trước rồi mới được nhân: {\textstyle f(\lambda a)=\lambda f(a)}

## Ma trận
Nếu {\displaystyle V} và {\displaystyle W} là các không gian vectơ hữu hạn chiều và một cơ sở được xác định cho mỗi không gian vectơ, thì mọi ánh xạ tuyến tính từ {\displaystyle V} vào {\displaystyle W} có thể được biểu diễn bởi một ma trận. Điều này hữu ích vì nó cho phép tính toán các ánh xạ một cách cụ thể. Các ma trận chính là các ví dụ của ánh xạ tuyến tính: Nếu {\displaystyle A} là ma trận thực {\displaystyle m\times n}, thì {\displaystyle f(x)=Ax} mô tả một ánh xạ tuyến tính {\displaystyle \mathbb {R} ^{n}\rightarrow \mathbb {R} ^{m}} (xem không gian Euclid).
Cho {\displaystyle \{\mathbf {v} _{1},\cdots ,\mathbf {v} _{n}\}} là một cơ sở của V. Vậy thì mỗi vectơ {\displaystyle \mathbf {v} \in V} được xác định duy nhất bởi các hệ số (tọa độ) {\displaystyle \mathbf {c} _{1},\cdots ,\mathbf {c} _{n}}trong trường {\displaystyle \mathbb {R} ^{n}}:
{\displaystyle c_{1}\mathbf {v} _{1}+\cdots +c_{n}\mathbf {v} _{n}.}
Nếu {\textstyle f:V\rightarrow W} là một ánh xạ tuyến tính thì ta có
{\displaystyle f\left(c_{1}\mathbf {v} _{1}+\cdots +c_{n}\mathbf {v} _{n}\right)=c_{1}f\left(\mathbf {v} _{1}\right)+\cdots +c_{n}f\left(\mathbf {v} _{n}\right),}
từ điều này suy ra rằng hàm {\displaystyle f} hoàn toàn được xác định bởi các vectơ {\displaystyle f(\mathbf {v} _{1}),\cdots ,f(\mathbf {v} _{n})}. Ta có {\displaystyle \{\mathbf {w} _{1},\cdots ,\mathbf {w} _{m}\}} là một cơ sở của {\displaystyle W}. Vậy thì ta có thể biểu diễn từng vectơ {\displaystyle f(\mathbf {v} _{j})} dưới dạng
{\displaystyle f\left(\mathbf {v} _{j}\right)=a_{1j}\mathbf {w} _{1}+\cdots +a_{mj}\mathbf {w} _{m}.}
Vì vậy, biến đổi {\displaystyle f} hoàn toàn được xác định bởi các giá trị {\displaystyle a_{ij}}. Nếu ta đặt các giá trị này vào một ma trận {\displaystyle M} với kích thước {\displaystyle m\times n}, thì ta có thể sử dụng để tính toán một cách thuận tiện vectơ đầu ra của {\displaystyle f} cho một vectơ bất kỳ trong {\displaystyle V}. Để xây dựng {\displaystyle M}, mỗi cột {\displaystyle j} của {\displaystyle M} là một vectơ
{\displaystyle {\begin{pmatrix}a_{1j}&\cdots &a_{mj}\end{pmatrix}}^{\textsf {T}}}
tương ứng với {\displaystyle f(\mathbf {v} _{j})} được định nghĩa như trên. Để định nghĩa một cách rõ ràng hơn, đối với một cột {\displaystyle j} tương ứng với ánh xạ {\displaystyle f(\mathbf {v} _{j})}thì
{\displaystyle \mathbf {M} ={\begin{pmatrix}\ \cdots &a_{1j}&\cdots \ \\&\vdots &\\&a_{mj}&\end{pmatrix}}}
trong đó {\displaystyle M} là ma trận của biến đổi {\displaystyle f}. Nói cách khác, ở mỗi cột {\displaystyle j=1,\cdots ,n} có một vectơ tương ứng {\displaystyle f(\mathbf {v} _{j})}với tọa độ {\displaystyle a_{1j}+\cdots +a_{mj}} là các phần tử của cột {\displaystyle j}. Một ánh xạ tuyến tính có thể được biểu diễn bởi nhiều ma trận. Điều này là bởi các giá trị của các phần tử trong một ma trận phụ thuộc vào cơ sở được chọn.

### Ví dụ của ma trận biến đổi tuyến tính
Trong không gian hai chiều R2 các ánh xạ tuyến tính được biểu diễn bởi các ma trận thực 2 × 2. Dưới đây là một số ví dụ:
- phép quay (ngược chiều kim đồng hồ)
  - một góc 90 độ:
{\displaystyle \mathbf {A} ={\begin{pmatrix}0&-1\\1&0\end{pmatrix}}}
  - một góc θ:
{\displaystyle \mathbf {A} ={\begin{pmatrix}\cos \theta &-\sin \theta \\\sin \theta &\cos \theta \end{pmatrix}}}
- phép phản xạ
  - qua trục x:
{\displaystyle \mathbf {A} ={\begin{pmatrix}1&0\\0&-1\end{pmatrix}}}
  - qua trục y:
{\displaystyle \mathbf {A} ={\begin{pmatrix}-1&0\\0&1\end{pmatrix}}}
  - qua một đường thẳng xiên một góc θ:
{\displaystyle \mathbf {A} ={\begin{pmatrix}\cos {2\theta }&\sin {2\theta }\\\sin {2\theta }&-\cos {2\theta }\end{pmatrix}}}
- phép phóng tỉ lệ với hệ số nhân 2 theo mọi hướng:
{\displaystyle \mathbf {A} ={\begin{pmatrix}2&0\\0&2\end{pmatrix}}=2\mathbf {I} }
- phép trượt ngang:
{\displaystyle \mathbf {A} ={\begin{pmatrix}1&m\\0&1\end{pmatrix}}}
- phép co (squeeze):
{\displaystyle \mathbf {A} ={\begin{pmatrix}k&0\\0&{\frac {1}{k}}\end{pmatrix}}}
- phép chiếu lên trục y:
{\displaystyle \mathbf {A} ={\begin{pmatrix}0&0\\0&1\end{pmatrix}}.}

## Không gian các ánh xạ tuyến tính
Ánh xạ hợp của các ánh xạ tuyến tính cũng là ánh xạ tuyến tính: nếu các ánh xạ   f: V → W và g: W → Z là tuyến tính, thì ánh xạ hợp {\textstyle g\circ f:V\rightarrow Z} cũng vậy. Từ đây suy ra rằng lớp các không gian vectơ trên một trường cho trước K, cùng với các K-ánh xạ tuyến tính là các cấu xạ, tạo thành một phạm trù.
Ánh xạ ngược của một ánh xạ tuyến tính nếu tồn tại cũng là tuyến tính.
Nếu {\textstyle f_{1}:V\rightarrow W} và {\textstyle f_{2}:V\rightarrow W} là tuyến tính, thì hàm tổng của chúng {\displaystyle f_{1}+f_{2}} cũng tuyến tính, được định nghĩa là {\displaystyle (f_{1}+f_{2})(x)=f_{1}(x)+f_{2}(x)}.
Nếu {\textstyle f:V\rightarrow W} là tuyến tính và {\textstyle \alpha } là một phần tử của trường bên dưới {\textstyle K}, thì ánh xạ {\textstyle \alpha f}, định nghĩa bởi {\textstyle (\alpha f)(x)=\alpha (f(x))} cũng là tuyến tính.
Vì thế tập hợp {\textstyle {\mathcal {L}}(V,W)} gồm các ánh xạ tuyến tính từ {\textstyle V} vào {\textstyle W} cũng là một không gian vectơ trên trường {\textstyle K}, đôi khi ký hiệu là {\textstyle \operatorname {Hom} (V,W)}. Hơn nữa, trong trường hợp {\textstyle V=W} thì không gian này, ký hiệu {\textstyle \operatorname {End} (V)}, là một đại số kết hợp dưới phép hợp ánh xạ, vì hợp của hai ánh xạ tuyến tính cũng là một ánh xạ tuyến tính, và phép hợp ánh xạ có tính kết hợp. Trường hợp này được nói cụ thể hơn ở dưới.
Trong trường hợp hữu hạn chiều, nếu các cơ sở đã được chọn trước thì phép hợp các ánh xạ tuyến tính tương ứng với phép nhân ma trận, phép cộng các ánh xạ tuyến tính tương ứng với phép cộng ma trận, và phép nhân vô hướng các ánh xạ tuyến tính tương ứng với phép nhân ma trận với vô hướng.

### Tự đồng cấu, tự đẳng cấu
Một biến đổi tuyến tính {\textstyle f:V\rightarrow V} là một tự đồng cấu trên {\textstyle V}; tập hợp các tự đồng cấu {\textstyle \operatorname {End} (V)} cùng với phép cộng, phép hợp và phép nhân vô hướng được định nghĩa như trên tạo thành một đại số kết hợp có đơn vị trên trường {\textstyle K} (và cụ thể hơn là một vành). Phần tử đơn vị phép nhân của đại số này là ánh xạ đồng nhất {\textstyle \operatorname {id} :V\rightarrow V}.
Một tự đồng cấu trên {\textstyle V} mà đồng thời cũng là một đẳng cấu được gọi là một tự đẳng cấu trên {\textstyle V}. Hợp của hai tự đẳng cấu cũng là một tự đẳng cấu, và tập hợp các tự đẳng cấu trên {\textstyle V} tạo thành một nhóm gọi là nhóm các tự đẳng cấu trên {\textstyle V} và được ký hiệu là {\textstyle \operatorname {Aut} (V)} hay {\textstyle \operatorname {GL} (V)}. Vì các tự đẳng cấu cũng chính là các tự đồng cấu có ánh xạ ngược dưới phép hợp ánh xạ nên {\textstyle \operatorname {Aut} (V)} là nhóm các đơn vị trên vành {\textstyle \operatorname {End} (V)}.
Nếu {\textstyle V} có số chiều hữu hạn {\textstyle n}, thì {\textstyle \operatorname {End} (V)} đẳng cấu với đại số kết hợp gồm các ma trận vuông {\textstyle n\times n} với các phần tử trong {\textstyle K}. Nhóm các tự đẳng cấu trên {\textstyle V} đẳng cấu với nhóm tuyến tính tổng quát {\textstyle \operatorname {GL} (n,K)} gồm các ma trận khả nghịch {\textstyle n\times n} với các phần tử trong {\textstyle K}.

## Hạt nhân, ảnh và định lý về hạng
Nếu biến đổi {\displaystyle f:V\rightarrow W} là tuyến tính, ta định nghĩa hạt nhân của {\displaystyle f} ký hiệu {\displaystyle \ker(f)}, ảnh của {\displaystyle f} và hạng của {\displaystyle f} như sau:
{\displaystyle \operatorname {\ker } (f)=\{\,x\in V:f(x)=\mathbf {0} \,\}}
{\displaystyle \operatorname {im} (f)=\{\,f(x):x\in V\,\}}
{\displaystyle \ker(f)} là một không gian con của {\displaystyle V} và {\displaystyle \operatorname {im} (f)} là không gian con của {\displaystyle W}.  Công thức sau đây được xem là định lý về số chiều:
{\displaystyle \dim(\ker(f))+\dim(\operatorname {im} (f))=\dim(V)\,}.
Số {\displaystyle \dim(\operatorname {im} (f))} cũng được gọi là hạng của {\displaystyle f} ký hiệu là {\displaystyle \operatorname {rank} (f)}, hoặc {\displaystyle \rho (f)}; còn số {\displaystyle \dim(\ker(f))} được gọi là số vô hiệu (nullity) của {\displaystyle f} và ký hiệu là {\displaystyle \operatorname {null} (f)} hay {\displaystyle \nu (f)}. Nếu {\displaystyle V} và {\displaystyle W} là hữu hạn chiều, và {\displaystyle f} được biểu diễn bởi ma trận {\displaystyle A}, thì hạng và số vô hiệu của {\displaystyle f} tương ứng bằng hạng và số vô hiệu của ma trận {\displaystyle A}.

## Phân loại đại số của các biến đổi tuyến tính
Không có cách phân loại các biến đổi tuyến tính nào là triệt để. Sau đây là một số phân loại đặc biệt mà không xét bất kỳ cấu trúc bổ sung nào trên không gian vectơ.
Cho {\displaystyle V} và {\displaystyle W} là các không gian vectơ trên một trường {\displaystyle F} và cho {\displaystyle T:V\rightarrow W} là một ánh xạ tuyến tính.
Định nghĩa: {\displaystyle T} được gọi là biến đổi đơn ánh hay là một đơn cấu không gian vectơ nếu một trong số các điều kiện tương đương sau đây được thỏa mãn:
1. {\displaystyle T} là một ánh xạ đơn ánh giữa các tập hợp
2. {\displaystyle \ker T=\{\mathbf {0} _{V}\}}
3. {\displaystyle dim(\ker T)=0}
4. {\displaystyle T} là đơn cấu hay khử trái được, nói cách khác, đối với bất kỳ một không gian vectơ {\displaystyle U} và một cặp ánh xạ tuyến tính {\displaystyle R:U\rightarrow V} và {\displaystyle S:U\rightarrow V},  từ đẳng thức  {\displaystyle TR=TS} suy ra {\displaystyle R=S}.
5. {\displaystyle T} khả nghịch trái, tức là tồn tại một ánh xạ tuyến tính {\displaystyle S:W\rightarrow V} sao cho {\displaystyle ST} là ánh xạ đồng nhất trên {\displaystyle V}.

Định nghĩa: {\displaystyle T} được gọi là biến đổi toàn ánh hay một toàn cấu không gian vectơ nếu một trong các điều kiện tương đương sau đây được thỏa mãn:
1. {\displaystyle T} là một ánh xạ toàn ánh giữa các tập hợp
2. {\displaystyle {\text{coker }}T=\{\mathbf {0} _{W}\}}
3. {\displaystyle T} là toàn cấu hay khử phải được, nói cách khác, đối với bất kỳ một không gian vectơ {\displaystyle U} và một cặp ánh xạ tuyến tính {\displaystyle R:W\rightarrow U} và {\displaystyle S:W\rightarrow U}, từ đẳng thức {\displaystyle RT=ST} suy ra {\displaystyle R=S}.
4. {\displaystyle T} khả nghịch phải, tức là tồn tại một ánh xạ tuyến tính {\displaystyle S:W\rightarrow V} sao cho {\displaystyle TS} là ánh xạ đồng nhất trên {\displaystyle W}.

Định nghĩa: {\displaystyle T} được gọi là một đẳng cấu nếu nó đồng thời là khả nghịch trái và là khả nghịch phải. Điều này là tương đương với {\displaystyle T} đồng thời là đơn ánh và là toàn ánh (tức là một song ánh) hay {\displaystyle T} đồng thời là một đơn cấu và là một toàn cấu.
Cho {\displaystyle T:V\rightarrow V} gọi là một tự đồng cấu, ta có:
- Nếu với một số nguyên dương {\displaystyle n}, tác động lặp lần thứ {\displaystyle n} của {\displaystyle T} (tức là {\displaystyle T^{n}}) bằng 0 thì {\displaystyle T} được gọi là lũy linh.
- Nếu {\displaystyle T^{2}=T}, thì {\displaystyle T} được gọi là lũy đẳng.
- Nếu {\displaystyle T=kI}, trong đó {\displaystyle k} là một vô hướng thì {\displaystyle T} gọi là một phép phóng tỉ lệ hay phép biến đổi nhân vô hướng.

## Chuyển cơ sở
Cho một ánh xạ tuyến tính và là một tự đồng cấu có biểu diễn ma trận là A, đối với cùng một cơ sở B của không gian, A biến đổi tọa độ vectơ [u] thành [v] = A[u]. Khi chuyển từ một cơ sở khác sang B ta thực hiện biến đổi [v] = B[v'].
Thay vào biểu thức thứ nhất ta được
{\displaystyle B\left[v'\right]=AB\left[u'\right]}
suy ra
{\displaystyle \left[v'\right]=B^{-1}AB\left[u'\right]=A'\left[u'\right].}
Vì vậy, ma trận của biến đổi ấy trong cơ sở kia là A′ = B−1AB, trong đó B là ma trận của cơ sở đã cho. Hai ma trận A và A' được gọi là hai ma trận đồng dạng.

## Ứng dụng
Một ứng dụng cụ thể của ánh xạ tuyến tính là cho các biến đổi hình học, ví dụ như trong đồ họa máy tính, khi các phép di chuyển tịnh tiến, quay và phóng tỉ lệ một đối tượng 2D hoặc 3D được thực hiện nhờ sử dụng một ma trận biến đổi. Các ánh xạ tuyến tính cũng được sử dụng như một cơ chế để mô tả sự thay đổi: như trong giải tích ứng với đạo hàm; hay trong thuyết tương đối, được dùng như một phương tiện để theo dõi các biến đổi cục bộ trong các hệ quy chiếu.
Một ứng dụng khác của các biến đổi tuyến tính là trong việc tối ưu hóa trình biên dịch đối với các đoạn mã lồng nhau, và trong việc song song hóa kỹ thuật biên dịch.